# Izoheksenilglutakonil-KoA hidrataza
Izoheksenilglutakonil-KoA hidrataza (EC 4.2.1.57, 3-hidroksi-3-izoheksenilglutaril-KoA-hidrolaza, izoheksenilglutakonil koenzim A hidrataza, beta-izoheksenilglutakonil-KoA-hidrataza, 3-hidroksi-3-(4-metilpent-3-en-1-il)glutaril-KoA hidrolijaza) je enzim sa sistematskim imenom 3-hidroksi-3-(4-metilpent-3-en-1-il)glutaril-KoA hidrolijaza (formira 3-(4-metilpent-3-en-1-il)pent-2-enedioil-KoA). Ovaj enzim katalizuje sledeću hemijsku reakciju
3-hidroksi-3-(4-metilpent-3-en-1-il)glutaril-KoA {\displaystyle \rightleftharpoons } 3-(4-metilpent-3-en-1-il)pent-2-endioil-KoA + H2O
Ovaj enzim takođe deluje na dimetilakriloil-KoA i farnezoil-KoA.

## Literatura
- Nicholas C. Price; Lewis Stevens (1999). Fundamentals of Enzymology: The Cell and Molecular Biology of Catalytic Proteins (Third изд.). USA: Oxford University Press. ISBN 019850229X.
- Eric J. Toone (2006). Advances in Enzymology and Related Areas of Molecular Biology, Protein Evolution (Volume 75 изд.). Wiley-Interscience. ISBN 0471205036.
- Branden C; Tooze J. Introduction to Protein Structure. New York, NY: Garland Publishing. ISBN 0-8153-2305-0.
- Irwin H. Segel. Enzyme Kinetics: Behavior and Analysis of Rapid Equilibrium and Steady-State Enzyme Systems (Book 44 изд.). Wiley Classics Library. ISBN 0471303097.

## Spoljašnje veze
- Isohexenylglutaconyl-CoA+hydratase на 